# Активна пажња
Активна пажња се састоји од свесног, циљаног, вољног и сврсисходног фокусирања менталне енергије, односно издвајање једног од актуелних садржаја, које постаје жижа интересовања у циљу решавања неког задатка, или пријема неке информације. Услед велике уложености психичке енергије, оваква пажња, може изазвати умор и осећање напора, за разлику од пасивне пажње, која је далеко економичнија по овом питању. Учење, читање, или решавање сложених задатака, захтевају активну пажње, а такође и сличне радње које не представљају чисту рутину. Активација активне пажње се везује за унутрашње чиниоце пажње, као на пример потребе индивидуе, његова интересовање, задаци који су пред њим постављени и сл.